# Gare de Voujeaucourt
La gare de Voujeaucourt  est une gare ferroviaire française de la ligne de Dole-Ville à Belfort, située sur le territoire de la commune de Voujeaucourt dans le département du Doubs, en région Bourgogne-Franche-Comté.
C'est une halte voyageurs de la Société nationale des chemins de fer français (SNCF) desservie par des trains TER Bourgogne-Franche-Comté.

## Situation ferroviaire
Établie à 314 mètres d'altitude, la gare de bifurcation de Voujeaucourt est située au point kilométrique (PK) 479,230 de la ligne de Dole-Ville à Belfort, entre les gares de Colombier-Fontaine et de Montbéliard. Elle est également l'origine de la ligne de Voujeaucourt à Saint-Hippolyte exploitée autrefois en trafic fret jusqu'à Pont-de-Roide-Vermondans.

## Fréquentation
La fréquentation de la gare est détaillée dans le tableau ci-dessous :
| Année     | 2015   | 2016  | 2017   | 2018   | 2019   | 2020   | 2021   | 2022   | 2023   | 2024   |
| --------- | ------ | ----- | ------ | ------ | ------ | ------ | ------ | ------ | ------ | ------ |
| Voyageurs | 10 910 | 8 987 | 11 013 | 10 194 | 12 042 | 10 356 | 11 771 | 16 809 | 18 462 | 24 041 |

## Service des voyageurs

### Accueil
C'est une halte SNCF, point d'arrêt non géré (PANG) à accès libre. 

### Desserte
Voujeaucourt est desservie par des trains TER Bourgogne-Franche-Comté de la relation Besançon-Viotte-Belfort.

### Intermodalité
Un parc pour les vélos et un parking pour les véhicules y sont aménagés.